# Rábacsécsény
Rábacsécsény là một thị trấn thuộc hạt Győr-Moson-Sopron, Hungary. Thị trấn này có diện tích 15,68 km², dân số năm 2010 là 613 người, mật độ 39 người/km².